# Plagiognathus brunneus
Plagiognathus brunneus är en insektsart som först beskrevs av Léon Abel Provancher 1872.  Plagiognathus brunneus ingår i släktet Plagiognathus och familjen ängsskinnbaggar. Inga underarter finns listade i Catalogue of Life.